# Colma (California)
Colma es un pueblo estadounidense en el condado de San Mateo, California, en el extremo norteño de la península de San Francisco, en el área de la Bahía de San Francisco.

## Geografía
La población era de 1.191 en el censo 2000. La ciudad fue fundada como necrópolis en 1924. Mucha de la tierra de Colma se dedica al uso de cementerios. Con 17 cementerios para el entierro de seres humanos y uno para los animales domésticos, la población fallecida excede a los vivos por millares a uno. Esto ha conducido a que sea llamada «la ciudad del silencio» («the city of the silent»), y también conducida a un lema más chistoso entre algunos residentes: «Es genial estar vivo en Colma» («it's great to be alive in Colma»). Debido a su posición precaria a lo largo de la falla de San Andrés, San Francisco a veces se llama «la ciudad que espera para morir» («the city that waits to die»), conduciendo a uno de los apodos más mórbidos de Colma: «La ciudad que espera 'la ciudad que espera para morir' para morir» («the city that waits 'the city that waits to die' to die»).

## Historia
Colma se convirtió en la localización de una gran cantidad de cementerios cuando San Francisco, el vecino grande de la ciudad al norte, pasó una ordenanza en 1900 proscribiendo la construcción de más cementerios en la ciudad (principalmente debido a los valores de crecientes que hacen el coste de la tierra que usa para los cementerios prohibitivo), y después pasó otra ordenanza en 1912 que desahuciaba todos los cementerios existentes de límites de ciudad. (El panorama similar de prevalece en la Ciudad de New York en Manhattan, en donde todavía existe solamente un cementerio activo - el cementerio y el Crematorio de la iglesia de la trinidad, en la intersección de la calle 150 y Broadway, en el borde del noroeste de Harlem). La relocalización de cementerios de San Francisco a Colma es el tema del resto en segundo lugar final: La historia de los cementerios perdidos de San Francisco, (2005) un documental de Trina López.
Colma brevemente fue llamada Lawndale, pero porque existió otra ciudad con el nombre de Lawndale, California ya, la ciudad cambió su nombre de nuevo a Colma en 1941. Originalmente, emplearon a los residentes de la ciudad sobre todo en las ocupaciones relacionadas con los muchos cementerios en la ciudad. Desde los años 80, Colma se ha diversificado, con la variedad de servicio y de comercios al por menor típicos de un pueblo pequeña en los Estados Unidos.

## Geografía
Según la oficina de censo de Estados Unidos, la ciudad tiene un área total de 4,9 km². 
Los 17 cementerios de la ciudad abarcan aproximadamente 73% del área de la tierra de la ciudad. Colma se sitúa en la península de San Francisco en la gama de las colinas del este y del noroeste tienden las montañas de Santa Cruz. 
Las colinas y los flancos del este de la gama se componen en gran parte de los sedimentos marítimos de agua dulce y bajo el Plioceno-Cuaternario mal consolidados que incluyen las formaciones de Colma y de Merced, colada reciente de la cuesta, el terraplén del barranco, el colluvium, y el alluvium. Estos depósitan, surficial, incompatible, y excesivamente el jurásico mucho más viejo a la ensambladura franciscana Cretáceo más vieja. Un viejo terraplén cerca de 135 pies de profundidad existe en el sitio desarrollado por los 260.000 pies cuadrados que se mezclan en el centro del metro del uso.

## Demografía
En diciembre de 2006, Colma tenía “1.500 residentes sobre tierra… y 1.5 millones subterráneos”. Formalmente, a la fecha el censo GR2 del 2000, había 1.191 personas, 329 casas, y 245 familias que residían en la ciudad. La densidad demográfica era de 240,8 /km² (624.6/mi). Había 342 unidades de cubierta en una densidad media del ² de los 69.1/km (² 179.4/mi). La división racial de la ciudad era 45.36% blancos, 2.43% afroamericanos, 25.68% asiáticos, 1.25% isleños pacíficos, 18.48% de otras razas, y 8.80% a partir de dos o más razas. Hispanos o Latinos de cualquier raza era 47.91% de la población.